# سی‌ان‌جی

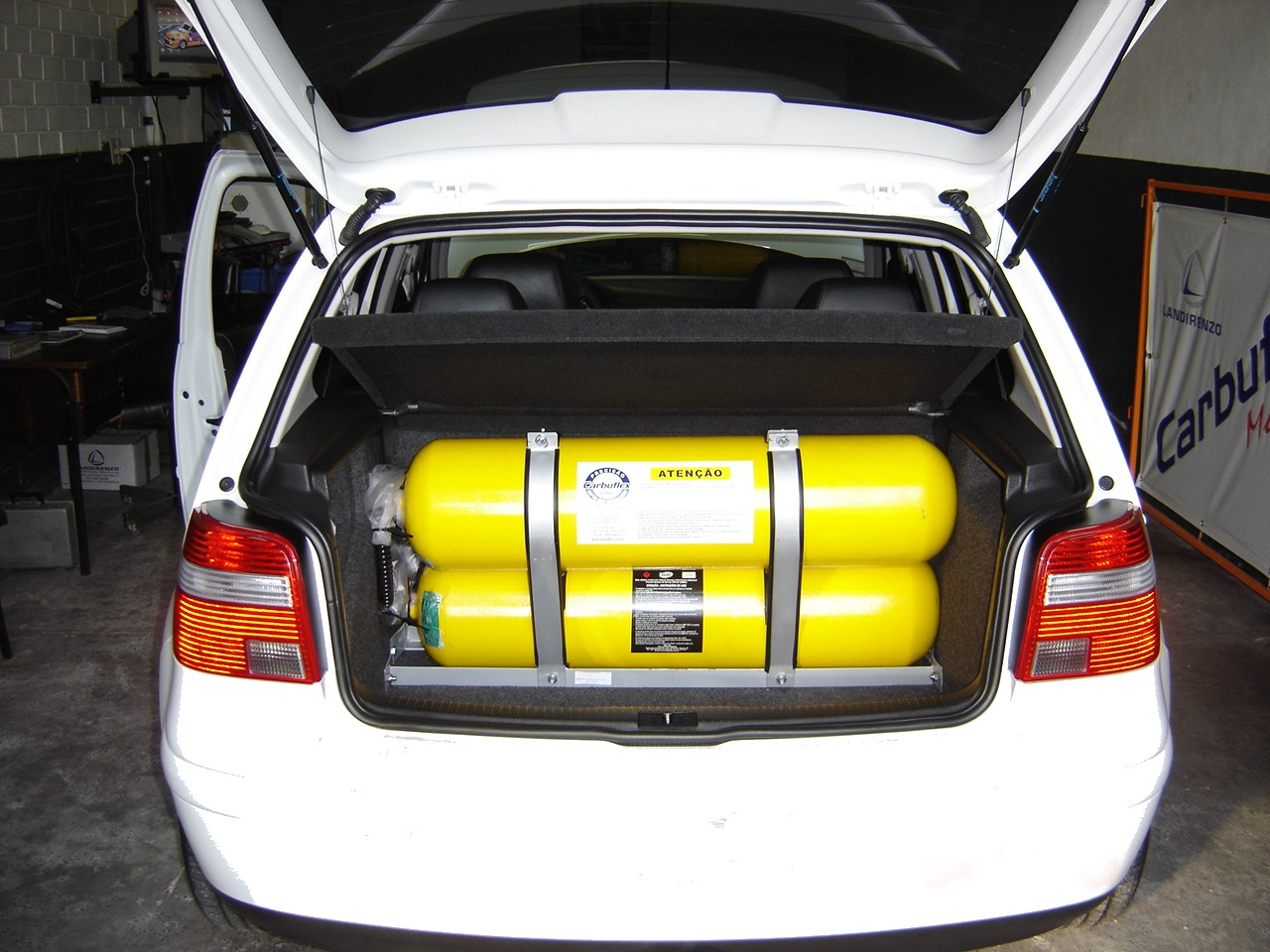
مخزن ذخیره گاز در یک خودرو

گاز طبیعی فشرده یا سی‌ان‌جی، (به انگلیسی: Compressed natural gas) (مخفف انگلیسی: CNG) سوختی است که بیشتر به‌عنوان جایگزینی برای بنزین، گازوئیل و ال‌پی‌جی به‌کار می‌رود. سی‌ان‌جی نسبت به هر سه این‌ها آلودگی کمتری ایجاد می‌کند. همچنین ایمنی بیشتری در هنگام نشت دارد چون گاز از هوا سبکتر است و به سرعت پراکنده می‌شود.
سی‌ان‌جی با فشرده‌سازی گاز طبیعی به‌صورت خام ایجاد می‌شود به گونه‌ای که حجمی که اشغال می‌کند کمتر از یک درصد حجمی است که گاز طبیعی در شرایط عادی اشغال می‌کند. گاز طبیعی بیشتر از متان تشکیل می‌شود و از چاه‌های گاز طبیعی، چاه‌های نفتی و فراوری زباله‌ها (زیست‌گاز) تولید می‌شود.
چگالی انرژی سی‌ان‌جی ۴۲ درصد گاز طبیعی مایع‌شده و ۲۵ درصد گازوئیل است. یعنی سی‌ان‌جی در حجم مساوی یک‌چهارم گازوئیل انرژی تولید می‌کند.
سی‌ان‌جی هم در خودروهای بنزین‌سوز که موتور آن‌ها برای استفاده از سی‌ان‌جی اصلاح شده و هم در خودروهایی که با موتور اختصاصاً سی‌ان‌جی سوز (OEM) ساخته شده‌اند، استفاده می‌شود. در سال ۲۰۱۳ بیش از ۱۸ میلیون خودرو سی‌ان‌جی فعال بوده‌اند. ایران بزرگترین ناوگان خودروهای سی‌ان‌جی‌سوز را با ۳٫۵ میلیون در اختیار داشته‌است. پاکستان و آرژانتین با بیش از دو میلیون و برزیل، چین و هند با بیش از یک و نیم میلیون خودروی سی‌ان‌جی‌سوز در رتبه‌های بعد قرار دارند.

## مزایا و معایب
از سودمندی‌های به‌کارگیری گاز طبیعی در مقایسه با بنزین می‌توان به آلایندگی کمتر و در کشوری چون ایران فراوانی و قیمت مناسب نام برد. در مقابل، هزینه احداث ایستگاه‌های سوخت‌گیری، وجود محدودیت فضا در نصب مخازن سوختگیری بر روی خودرو، کاهش پیمایش خودرو و نیاز به طراحی و تقویت بخش‌های بسیاری از خودرو نظیر شاسی، اکسل (به دلیل افزایش وزن)، سامانه خنک‌کاری و غیره در خودروهای تبدیلی‌ و هچنین خطر انفجار در هنگام سوخت‌گیری از معایب استفاده از این سوخت می‌باشد.
| ده کشور برتر با بزرگترین ناوگان خودروهای سی‌ان‌جی - ۲۰۱۳ (میلیون دستگاه) | ده کشور برتر با بزرگترین ناوگان خودروهای سی‌ان‌جی - ۲۰۱۳ (میلیون دستگاه) | ده کشور برتر با بزرگترین ناوگان خودروهای سی‌ان‌جی - ۲۰۱۳ (میلیون دستگاه) | ده کشور برتر با بزرگترین ناوگان خودروهای سی‌ان‌جی - ۲۰۱۳ (میلیون دستگاه) | ده کشور برتر با بزرگترین ناوگان خودروهای سی‌ان‌جی - ۲۰۱۳ (میلیون دستگاه) | ده کشور برتر با بزرگترین ناوگان خودروهای سی‌ان‌جی - ۲۰۱۳ (میلیون دستگاه) |
| رتبه                                                                   | کشور                                                                   | ناوگان ثبت شده                                                         | رتبه                                                                   | کشور                                                                   | ناوگان ثبت شده                                                         |
| ---------------------------------------------------------------------- | ---------------------------------------------------------------------- | ---------------------------------------------------------------------- | ---------------------------------------------------------------------- | ---------------------------------------------------------------------- | ---------------------------------------------------------------------- |
| ۱                                                                      | ایران                                                                  | ۳٫۵                                                                    | ۶                                                                      | چین                                                                    | ۱٫۵۰                                                                   |
| ۲                                                                      | پاکستان                                                                | ۲٫۷۹                                                                   | ۷                                                                      | ایتالیا                                                                | ۰٫۸۲                                                                   |
| ۳                                                                      | آرژانتین                                                               | ۲٫۲۸                                                                   | ۸                                                                      | کلمبیا                                                                 | ۰٫۴۶                                                                   |
| ۴                                                                      | برزیل                                                                  | ۱٫۷۵                                                                   | ۹                                                                      | ازبکستان                                                               | ۰٫۴۵                                                                   |
| ۵                                                                      | هند                                                                    | ۱٫۵۸                                                                   | ۱۰                                                                     | تایلند                                                                 | ۰٫۴۲                                                                   |
| جمع جهانی = ۱۷/۲۵ میلیون خودروی گاز طبیعی                              |                                                                        |                                                                        |                                                                        |                                                                        |                                                                        |

مزایای استفاده از این تجهیزات:1)سرعت بالای سوخت گیری 2)امکان ذخیره‌سازی در مخازن 3)مناسب برای استفاده در حومه کلان شهر 4)راندمان بالا